# 데니즈 감제 에르귀벤
데니즈 감제 에르귀벤(Deniz Gamze Ergüven, 1978년 6월 4일 ~ )은 터키, 프랑스의 영화 감독, 각본가이다. 데뷔 영화 《무스탕》으로 이름을 알렸다.

## 작품 목록
- 무스탕: 랄리의 여름 (2015)
- 킹스 (2017)